# Jean-Baptiste Chassignet
Jean-Baptiste Chassignet (Besanzón, 1571 - Gray, 1635), fue un poeta barroco francocondés.

## Biografía
Nacido en Besanzón en 1571 y muerto a Gray en 1635, Jean-Baptiste Chassignet fue hijo de un médico. Recibió una formación humaniste, estudió Derecho en la Universidad de Dole, donde obtiene su doctorado, lo que lo lleva a una carrera como abogado fiscal y como consejero del Bailío de Gray.
Atado a su provincia, publicó trabajos de historia local, pero desde los veintitrés años, terminó la inmensa recopilación de sonetos, en total cuatrocientos treinta y cuatro, que tiene como título Le Mépris de la vie et Consolation contre la mort . Son estos unos sonetos en muchos casos admirables y muy representativos de la sensibilidad de la época por su ardor sombrío que une, con sus imágenes, un violento realismo, un tono pulido, y un fervor místico. Es una obra edificante y descomunal, fruto de la angustia de un joven humanista, ferviente católico y moralista obseso por la muerte y la vanidad del mundo.
Escribe luego de los paraphrases de textos bíblicos, sobre los Douze Petits Prophètes (1601) y sobre los Psaumes (1613).
La obra de este francocondés se ha recuperado por las investigaciones emprendidas desde la Segunda Guerra Mundial sobre la literatura barroca en Francia, sobre todo como consecuencia de los trabajos de Jean Rousset. Gérard de Nerval rescató por primera vez su obra al publicar, en octubre de 1830, una  Choix de poésies de Ronsard, Du Bellay, Baïf, Belleau, Dubartas, Chassignet, Desportes, Régnier que hace preceder de una introducción.
En su obra Antonio de Guevara y Europa, Simón A. Vosters sostiene que Chassignet es «el poeta de más profundos contactos con la obra guevariana», relacionando así al franciscano español con el poeta que nos ocupa. De la misma forma, atiende a las posibles influencias en Chassignet, citando l’Horloge des princes, tal y como sostiene Cahtérine Grisé. También lo llama «poeta de la muerte», sin duda víctima del pesimismo dominante en el Barroco.

## Obras
- Le Mépris de la vie et la Consolation de la mort (1594), París, Hachette Libra BNF, 2012.
- Douze Petits Prophètes (1601)
- Les Paraphrases sur les cent cinquante pseaumes de David, mis en vers françois, Lyon, Claude Morillon, (1613)
- Citado en Jean Rousset, Anthologie de la poesía barroca francesa, París, Armand Collin, 1961 ; después París, José Corti, 1988.